# Groupe PSA Japan
Groupe PSA Japan株式会社（グループPSAジャパン、英: Groupe PSA Japan Co., Ltd.）は、オランダの自動車メーカー・ステランティスのかつて存在した日本法人。略称は「PSAJ」。同社製品であるプジョー、シトロエン、DS Automobilesの各ブランドの自動車の、日本における輸入・販売・整備を行っていた。
2020年2月1日、グループPSAが掲げるグローバルな経営戦略に準じて、プジョー・シトロエン・ジャポン株式会社（英: Peugeot Citroën Japon Co.,Ltd.）から、Groupe PSA Japan株式会社（グループPSAジャパン）へ社名変更した。
Groupe PSA Japan株式会社は2022年（令和4年）3月1日付でFCAジャパン株式会社へ吸収合併され、法人としては消滅した。また同日付でFCAジャパンはStellantisジャパン株式会社へ社名変更した。これにより、8つのブランドが1つの企業に統合されることとなった。
オペルの日本導入を予定していたが、コロナ禍と自動車用半導体不足を理由に、導入時期は2022年上半期に延期された。Stellantisジャパンの発足後、再導入は当面の間凍結されることとなった。

## 概要

### 設立
2008年（平成20年）4月1日、従来別個の会社であったプジョー・ジャポンとシトロエン・ジャポンが合併して設立された。同年2月26日に合併を発表した際のプレスリリースによれば、合併の目的は「プジョー、シトロエン両ブランドが持つ人材や資源を効率的に活用する」ためとされ、「プジョーとシトロエンの既存販売ネットワークについては、引き続きそれぞれ独立して運営」されることとなっていた。

### 販売体制
合併の背景には、主にプジョー・206のヒットによって一時的に急増し、ピークの2003年には15,162台に達した日本におけるプジョーの販売台数が、2008年には6,171台に激減し、またシトロエン・C4・C6・C4ピカソなどの相次ぐ投入で成長が期待されたシトロエンの販売も、2005年から2007年までに2,306台→2,395台→2,339台と伸び悩んだ状況があった。なおシトロエン・C4・C5の新型モデルの導入にあたり、2010年にはプジョー・シトロエン・ジャポン設立以来の販売台数をシトロエンブランドで達成した。
新会社はプジョー・308、シトロエン・C5などの新型車投入を急ぐ一方で、既存車種のラインナップ縮小を進め、合併発表直前の2007年12月には、シトロエン・C2・C3とプジョー・1007の輸入・販売を終了、その後はプジョー・407・シトロエン・C4などの一部を受注生産とした。その後は再びラインナップの拡大を進め、販売台数が急速に伸びたが、特にシトロエン・C4・C4ピカソ・DS4・C5などは、日本国内の在庫が不足し販売店が困る事態に陥った。またシトロエンの整備や販売方針に背いた営業を行っていた販売店を、整備のみを行う「サービスポイント」に格下げしたため、一部地域ではシトロエンの新車を購入できなくなり、2008年のシトロエンの売上は1,497台という過去最低水準を記録した。そのため、翌2009年（平成21年）6月からは一部のプジョー販売店でもシトロエン車の販売を開始した。
2014年9月時点で、プジョー販売店は82拠点を数え、シトロエン販売店は49拠点に拡大されていた。2014年度のプジョー・ブランドの販売台数は6000台弱で、翌2015年度はプジョー・308（2代目）の導入により、プジョー全体で8,000台の販売目標を上げた。
なお、2015年に日本でも販売を開始したDS Automobilesブランド車は、当初はシトロエン販売店での併売扱いだったが、2017年からはブランド別の専売体制を導入した。専売店舗「DS STORE」のほか、既存のシトロエン販売店内に構える専売スペース「DS SALON」の2チャネルで販売し、いずれの店舗も、シトロエン店とは全く異なるCIデザインでプレミアム感を表現した。
2015年10月の第44回東京モーターショーにおいて、1.6Lと2.0Lのクリーンディーゼルエンジン「BlueHDiエンジン」搭載モデルを日本初公開するとともに、シトロエン・ブランドから独立した新ブランドとしてDS Automobilesのブースを初出展し、来日したDSオートモビルズCEOのイヴ・ボンヌフォンが会場でプレゼンテーションを行った。
翌2016年7月には「BLUE HDi Conference in Tokyo」を開催。イベントにおいて、PSAグループのインド・パシフィック地域事業部長のエマニュエル・ドゥレは「日本でクリーンディーゼルに対する関心がますます高まっていることを踏まえて、『Blue HDiエンジン』を日本に導入することを決定しました」と発表し、プジョー・508GT、308アリュール、同GT、シトロエン・C4 FEEL、グランドC4ピカソ、DS 4クロスバック、DS 5など計8車種を展示。近年の欧州製ディーゼルエンジン乗用車の日本市場導入としては、メルセデス・ベンツ、BMW、ボルボ・カーズに続く4社目となった。
2019年12月、Groupe PSAは日本市場でのオペルブランド再展開を2021年夏をめどに開始すると発表した。これは、2017年にGroupe PSAがオペルをゼネラルモーターズから買収し、新事業計画「PACE!」にて策定したグローバルブランド化の一環によるものである。日本でのビジネスはGroupe PSA Japanが統括し、同社が統括しているプジョー・シトロエンの各販売会社も活用しつつ、全国の主要都市から専売ディーラー網をスタートさせて2023年までに全国展開していく計画としていた。しかし2021年、コロナ禍と自動車用半導体不足を理由に日本での再展開開始は2022年上半期予定に延期となった。その後2022年3月1日、Groupe PSA JapanとFCAジャパンが合併してStellantisジャパンが発足したが、未だに世界情勢の不安定さが変化していないため、日本での再展開は当面の間凍結することとされた。当初はオペル・コルサ、グランドランドX、コンボライフが初期導入車種に挙げられたが、延期に伴いコンボライフからモッカへ変更され、グランドランドXもマイナーチェンジ後の名称であるグランドランドへ変更された。

## 歴史
- 2008年（平成20年）
  - 4月1日 - プジョー・ジャポン株式会社とシトロエン・ジャポン株式会社の合併により、プジョー・シトロエン・ジャポン株式会社を設立。代表取締役社長は2005年（平成17年）7月からプジョー・ジャポンに就任していたティエリー・ポアラ。本社所在地は旧プジョー・ジャポンと同じ、東京都渋谷区東3丁目16-3 エフ・ニッセイ恵比寿ビル。
  - 6月2日 - プジョー・308を販売開始。
  - 10月1日 - 2代目シトロエン・C5を販売開始。
- 2009年（平成21年）
  - 2月26日 - シトロエン・C4後期型を販売開始。
  - 5月6日 - 2代目シトロエン・C3とシトロエン・DS3を販売開始。
- 2011年（平成23年）
  - 7月1日 - 2代目シトロエン・C4を販売開始。
  - 7月11日 - プジョー・508を販売開始。
  - 9月1日 - 新代表取締役社長に上野国久が就任。
  - 9月 - シトロエン・DS4を販売開始。
- 2012年（平成24年）
  - 8月1日 - シトロエン・DS5を販売開始。
  - 11月 - プジョー・208を販売開始。
- 2014年（平成26年）
  - 2月15日 - 小型クロスオーバーSUV、プジョー・2008を販売開始。
  - 10月 - 2代目シトロエン・C4ピカソを販売開始。
  - 11月 - 2代目プジョー・308を販売開始。
- 2015年（平成27年）
  - 4月1日 - 新代表取締役社長にクリストフ・プレヴォが就任。
  - 5月30日 - 初の公式イベント「PEUGEOT LION MEETING 2015」を長野県の富士見高原リゾートで開催。
  - 10月28日 - この日開幕した第44回東京モーターショーで、「プジョー・308GTi byプジョースポール」や「プジョー・508」のクリーンディーゼル「Blue HDiエンジン」搭載モデルなどを日本初公開したほか、「DS Automobiles」ブランドの独立ブースも初出展。
  - 11月7日 - シトロエンブランドから独立した新ブランド「DS Automobiles」の各モデルを販売開始[6]。
- 2016年（平成28年）
  - 3月7日 - アイシン製6速ATや、直噴ターボエンジン等を装備した小型クロスオーバーSUV、プジョー・2008（クロスシティ）を販売開始。
  - 7月12日 - 東京都内のホテルにて「BLUE HDi Conference in Tokyo」を開催、計8台の「Blue HDiエンジン」搭載車を展示。
  - 10月4日 - シトロエン・C4カクタスを初回デリバリー200台限定で発売。
  - 11月19日 - 公式イベント「PEUGEOT LION MEETING 2016」を静岡県浜松市渚園で開催。
- 2017年（平成29年）
  - 3月13日 - クロスオーバーSUV、プジョー・3008を販売開始。
  - 3月18日 - 日本第1号のDS Automobiles専売店舗「DS STORE 滋賀」を滋賀県彦根市にオープン。彦根市の正規ディーラー「アイエーシーインターナショナル」が運営し、同地で営業していた「フォード新滋賀・栗東本店」からの改装店舗で、フォード車のアフターサービスも同店で継続する。
  - 7月1日 - 本社所在地を渋谷区東から東京都目黒区碑文谷5丁目1番3号に移転。インポーター直営ディーラー「プジョー・シトロエン東京」が運営する「プジョー目黒」と併設。
  - 7月7日 - 3代目シトロエン・C3を販売開始。
  - 9月25日 - 7人乗りクロスオーバーSUV、プジョー・5008を販売開始。
- 2018年（平成30年）7月17日 - DS 7クロスバックを販売開始。
- 2019年（平成31年/令和元年）
  - 3月4日 - 2代目プジョー・508を販売開始。
  - 5月28日 - シトロエン・C5エアクロスSUV、メガネ「SEETROËN」を販売開始。
  - 6月26日 - シトロエン・DS3クロスバックを販売開始。
  - 12月 - 2017年にグループPSA傘下入りしたオペルブランドを、日本で再展開することを発表[10]。
- 2020年（令和2年）
  - 2月1日 - Groupe PSA Japan株式会社へ社名変更[3]。
  - 3月1日 - 「プジョー・シトロエン東京」を「グループPSAジャパン販売株式会社」へ社名変更。
  - 7月16日 - シトロエン・C3エアクロスSUVを販売開始。
- 2021年（令和3年）
  - 1月1日 - 代表取締役社長に、前ボルボ・カー・ジャパン社長の木村隆之が就任[11]。
  - 7月1日 - 代表取締役社長に、FCAジャパン社長のポンタス・ヘグストロムが就任。これにより、ステランティスの日本における経営が統括される。それに伴い、前社長の木村隆之はMaserati S.p.A.アジアパシフィックリージョンのマネージングダイレクターに就任[12]。
  - 8月4日 - コロナ禍と自動車用半導体不足により、オペルブランドの日本再投入開始を2022年に延期[5]。
- 2022年（令和4年）
  - 1月18日 - 3月1日付でFCAジャパン株式会社と統合し、ステランティスジャパンを設立することを発表[13]。ヘグストロムが引き続き社長に就任、本社はFCAジャパン本社（東京都港区芝）に置き、存続法人については後日発表[14]。
  - 3月1日 - 前述の統合が行われ、社名をStellantisジャパン株式会社とする[4]。存続法人はFCAジャパンで[2]、Groupe PSA Japanは同日付でFCAジャパンへ吸収合併され解散[1]。この合併に伴い、グループPSAジャパン販売も「Stellantisジャパン販売株式会社」へ社名変更。
- 2024年（令和6年）
  - 7月1日 - Stellantisジャパン販売をウイルプラスホールディングスに売却。これにより、「プジョー目黒・シトロエン目黒」「プジョー中央・シトロエン中央ショールーム」「DS STORE 東京」「有明アプルーブドサイト&サービスポイント」の運営は「ウイルプラスチェッカーモータース」に移管される。

## 販売・サービス網
プジョー（販売・○、サービス・○） シトロエン / DS Automobiles（以後DSと略）（販売・○、サービス・○） すべてある地域
北海道・岩手県・宮城県・栃木県・群馬県・茨城県・埼玉県・千葉県・東京都・神奈川県・新潟県・長野県・石川県・福井県・静岡県・愛知県・岐阜県・三重県・滋賀県・京都府・奈良県・大阪府・兵庫県・岡山県・広島県・山口県・徳島県・愛媛県・福岡県・長崎県・熊本県・大分県・沖縄県
プジョー（販売・○、サービス・○）、シトロエン / DS（販売・×、サービス・◯） シトロエンはサービスのみ扱いがある地域
山形県・山梨県・富山県・宮崎県・鹿児島県
プジョー（販売・○、サービス・○）、シトロエン / DS（販売・×、サービス・×） プジョーのみ扱いがある地域
福島県・和歌山県
プジョー（販売・×、サービス・〇）、シトロエン / DS（販売・×、サービス・◯） プジョー、シトロエンともサービスのみ扱いがある地域
香川県
プジョー（販売・×、サービス・〇）、シトロエン / DS（販売・×、サービス・×） プジョーサービスのみ扱いがある地域
青森県・秋田県・高知県
プジョー（販売・×、サービス・x）、シトロエン / DS（販売・×、サービス・×） すべてない地域
鳥取県・島根県・佐賀県

## 提供番組
プジョーブランド
- とくダネ（フジテレビ、2020年10月 - 2021年3月）番組終了

シトロエンブランド
- CITROËN AWESOME COLORS （J-WAVE、2021年4月 -）